# Festzelt

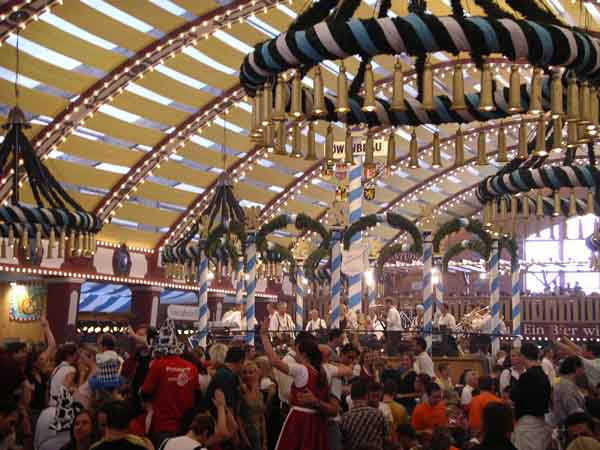
Löwenbräu-Festzelt auf dem Münchner Oktoberfest

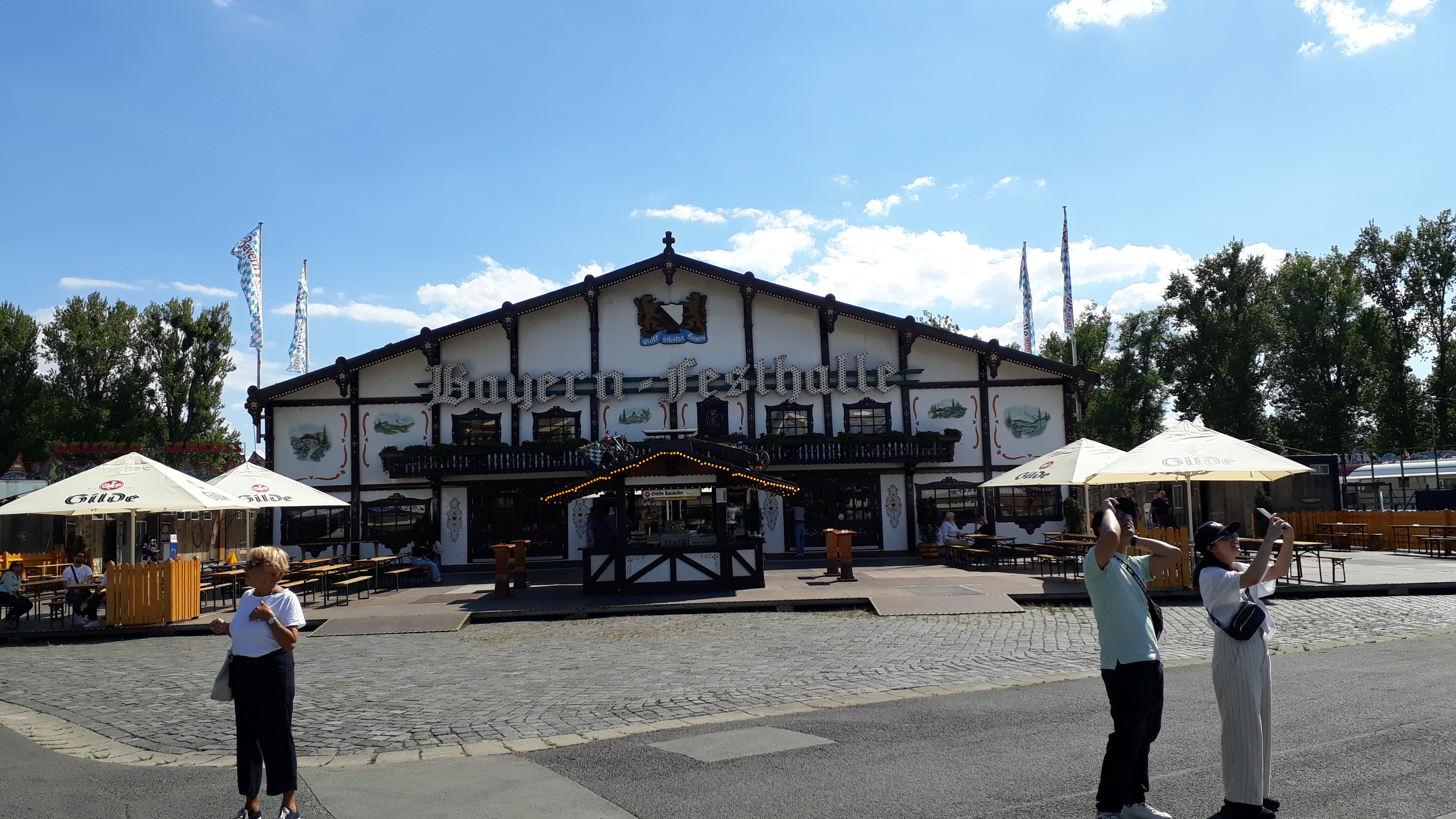
Bayern-Festhalle auf dem Schützenfest Hannover 2022

Ein Festzelt, auch Bierzelt, ist ein Zelt oder leicht demontierbares zeltartiges Gebäude, in dem zum Beispiel auf Volksfesten und ähnlichen Veranstaltungen eine Gaststätte mit Unterhaltungsprogramm untergebracht ist und/oder in dem eine Party stattfindet. Je nach Typ der Veranstaltung kann das Betreten eines Festzelts Eintritt kosten oder auch frei sein. Im Regelfall wird jedoch kein Eintrittsgeld erhoben.

## Beschreibung

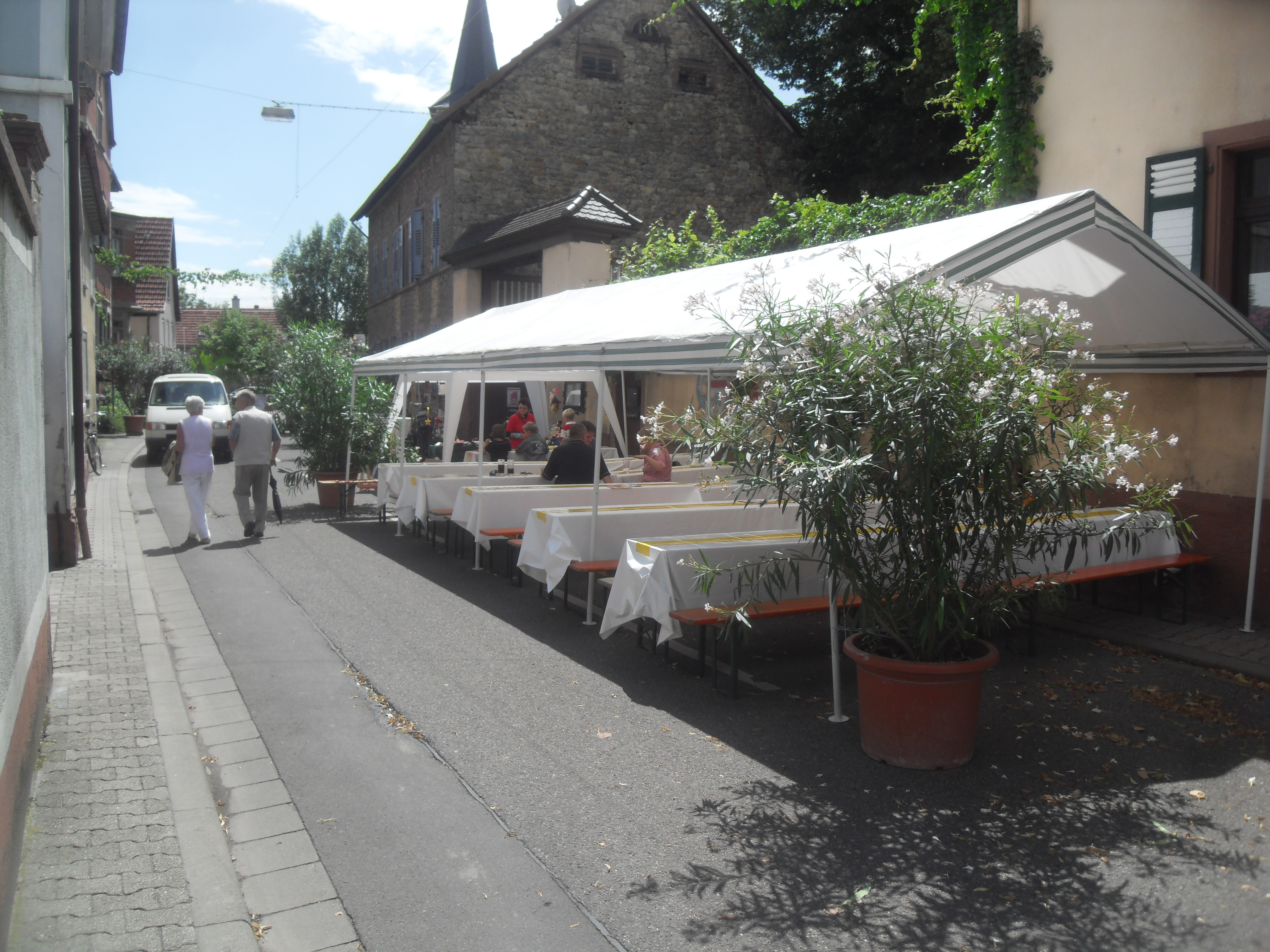
Kleineres Festzelt vor dem Homburger Hof in Guntersblum

Festzelte sind als fliegende Bauten ausgeführte temporäre Strukturen zur Austragung von Veranstaltungen. Besonders bekannt sind Bierzelte in Baden-Württemberg, Bayern, Westfalen und in Österreich. Dort zählt das alljährliche Bierzelt zu einem der wichtigsten Ereignisse eines Dorfes. Ein besonderer Festakt in einem Bierzelt ist der Fassanstich zur Eröffnung eines Volksfestes, der auf vielen Volksfesten lange Tradition hat.
Waren die Konstruktionen früher aus Holz und Stahl mit Zeltbahnen aus Stoff, dominieren heute Aluminiumkonstruktionen mit Kunststoffplanen. Holzrahmen sind aber auch heute noch im Einsatz. Im europäischen Raum sind Zelte aus mit Pfetten verbundenen Rahmen (frame tents) weit verbreitet, während in anderen Regionen der Welt Zelte mit einzelnen Stangen als Stützen (pole tents) mehr Verbreitung finden. In Deutschland finden sich mehrere namhafte Hersteller und Vermieter von Festzelten.
Manche Festzelte besitzen ein separates Abteil für die Toiletten. Insbesondere in kleineren Festzelten muss der Besucher häufig für die Verrichtung seiner Notdurft das Zelt verlassen. In diesen Fällen sind die entsprechenden Einrichtungen in einem Toilettenwagen oder Toilettencontainer untergebracht. Bei eintrittspflichtigen Veranstaltungen erhält der Gast ähnlich wie in einer Diskothek einen Stempel, der dem Kassierer oder Türsteher anzeigt, dass er schon seinen Eintritt bezahlt hat. In zunehmendem Maße spielen insbesondere Bierzelte größerer Veranstaltungen (z. B. Oktoberfest) für die Jugend eine große Rolle. Besonders abends und am Wochenende wird die Musik oft für jugendliche Besucher angepasst, wobei Stimmungs- oder Ballermann-Musik gespielt wird.
Festzelte sind meistens ebenerdig. In größeren Festzelten gibt es gelegentlich auch eine Empore. Mit einer Empore sind aber auch häufig Sicherheitsprobleme verbunden, da insbesondere bei ungeeigneten Geländerkonstruktionen die Gefahr besteht, dass Leute durch herabfallende Gegenstände verletzt werden. Als Boden des Festzeltes kann der Boden des Aufstellungsortes dienen. Häufiger wird er aber mit Holz verkleidet, wobei entweder Holzplatten oder Holzlatten zum Einsatz kommen. Bei Holzlattenböden sollten die Bierzeltgarnituren (lange Tische und Bänke) so aufgestellt werden, dass ihre Stellflächen mit den Latten einen rechten Winkel bilden, andernfalls kann es passieren, insbesondere bei stimmungsvollen Festen, bei denen häufig auf den Bierzeltgarnituren getanzt wird, dass die Latte bricht und ein als Stolperfalle wirkendes Schlagloch entsteht.

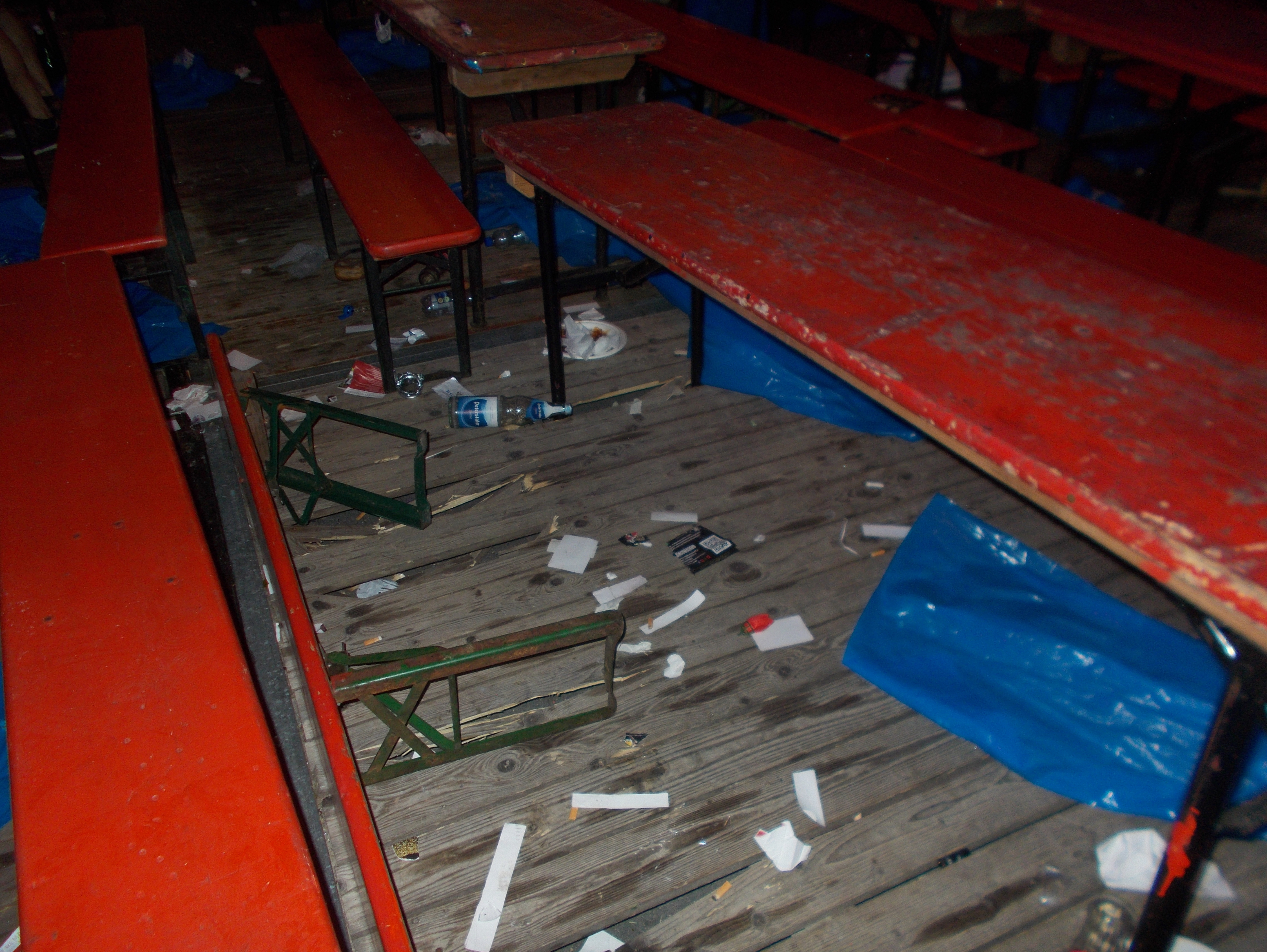
Im Festzeltboden eingebrochener Tisch auf dem Bad Dürkheimer Wurstmarkt 2024. Durch Verlegung der Latten quer zur Aufstellrichtung des Tisches wäre dies vermeidbar gewesen!

Manche größeren Bierzelte haben am Rand Gerüste aus Holzbalken. Diese Konstruktionen sind häufig überflüssig, da sie meist nicht zur Statik des Zeltes beitragen. Sie werden von den Besuchern insbesondere bei heftigeren Partys als Notgarderobe genutzt. Gelegentlich werden sie auch für Klimmzüge und andere Turnübungen missbraucht, was aber Ärger mit dem Personal einbringen kann. Gelegentlich werden auf diese Holzgerüste auch Sperrholzplatten aufgelegt. Allerdings sollten diese, sofern sie von auf den Tischen stehenden Personen mit den Händen erreicht werden können, an diese angeschraubt werden, weil sie sonst bei heftigen Partys heruntergeschlagen werden können.
Häufig merkt man bei heftigen Veranstaltungen, dass es in einem Festzelt tröpfelt, obwohl es draußen nicht regnet. Grund hierfür ist Feuchtigkeit, die an den kühlen Decken kondensiert und sich bei Erschütterungen löst.

## Bekannte Festzelte und Festzeltbetriebe

### Münchner Oktoberfest

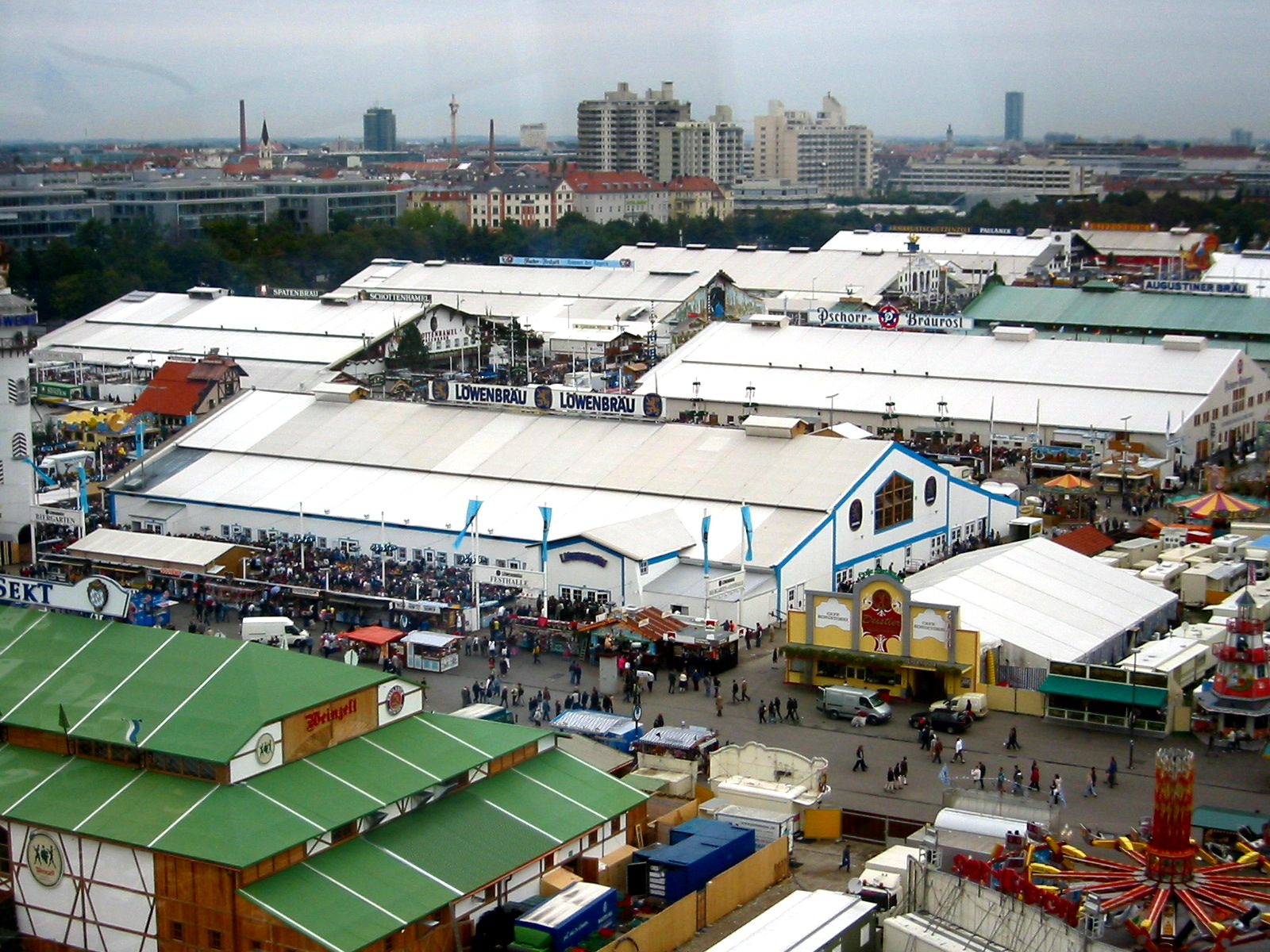
Festzelte auf dem Oktoberfest 2005

| Festzelt                                     | Brauerei                                      |
| -------------------------------------------- | --------------------------------------------- |
| Marstall                                     | Spaten                                        |
| Fischer-Vroni                                | Augustiner                                    |
| Schützenfestzelt                             | Löwenbräu                                     |
| Hofbräu Festhalle                            | Hofbräu                                       |
| Augustiner Bräu                              | Augustiner                                    |
| Hacker-Festzelt                              | Hacker-Pschorr                                |
| Bräurosl / Pschorrbräu-Festhalle             | Hacker-Pschorr                                |
| Schottenhamel                                | momentan Spaten, einziges brauereifreies Zelt |
| Löwenbräu-Festzelt                           | Löwenbräu                                     |
| Winzerer Fähnd'l Paulaner Brauerei Festhalle | Paulaner                                      |
| Armbrustschützen-Zelt                        | Paulaner                                      |
| Ochsenbraterei                               | Spaten                                        |

### Cannstatter Volksfest in Stuttgart
| Bierzelt                        | Brauerei            | Weinzelt                 |
| ------------------------------- | ------------------- | ------------------------ |
| Grandls Hofbräu-Zelt            | Stuttgarter Hofbräu |                          |
| Wasenwirt                       | Stuttgarter Hofbräu |                          |
| Klauss & Klauss                 | Dinkelacker         |                          |
| Göckelesmaier                   | Wulle (Dinkelacker) |                          |
| Wilhelmers Schwaben-Welt        | Schwabenbräu        |                          |
| Fürstenberg-Zelt (Peter Brandl) | Fürstenberg         |                          |
| Sonja Merz                      | Dinkelacker         |                          |
|                                 |                     | Zaiß Cannstatter Oberamt |

### Schützenfest Hannover

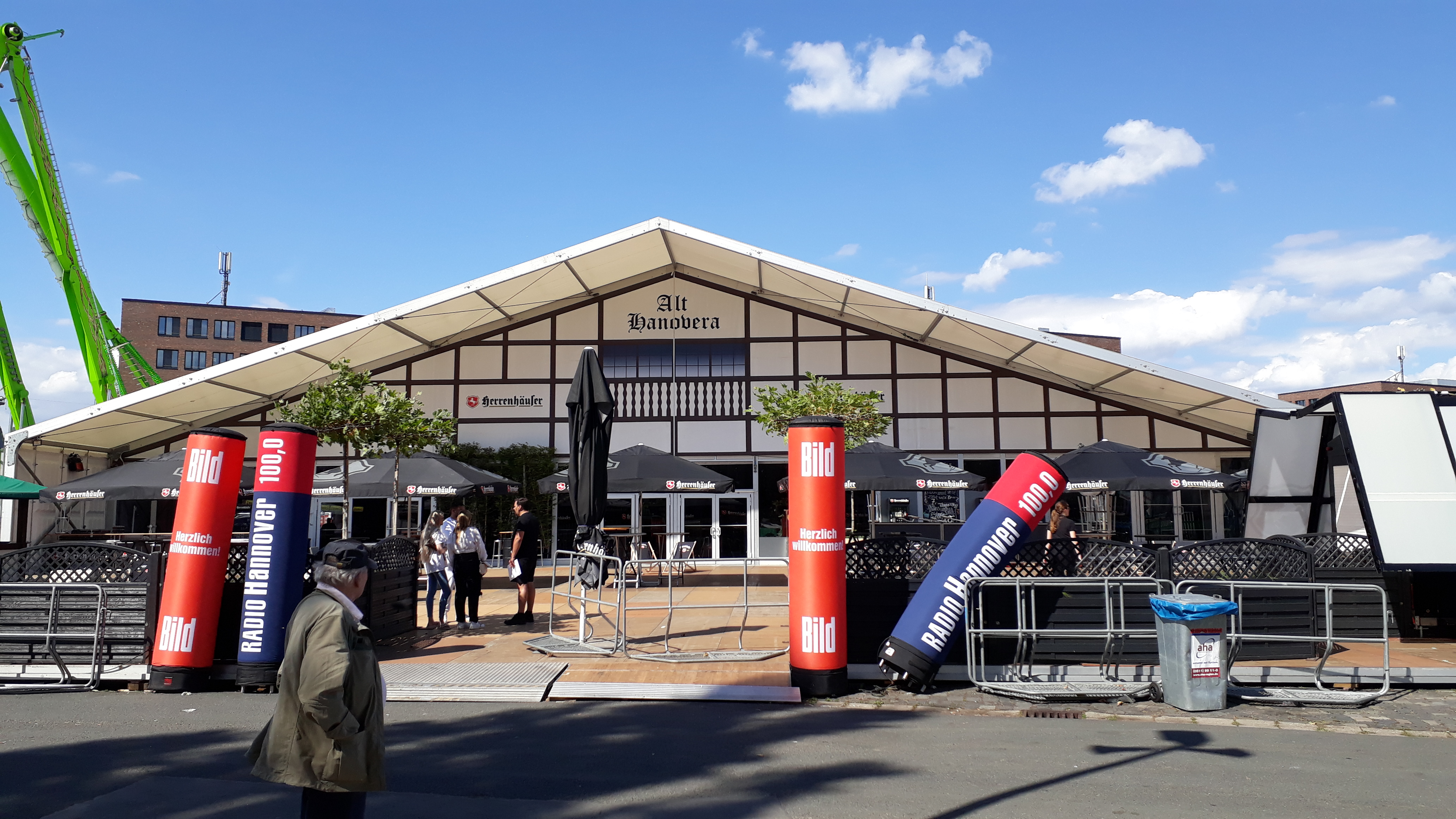
Alt Hanovera auf dem Schützenfest Hannover 2022

| Festzelt       | Brauerei              |
| -------------- | --------------------- |
| Alt Hanovera   | Herrenhäuser          |
| Brauhaus Live  | Brauhaus Ernst August |
| Gaypeople-Zelt |                       |

### Gäubodenvolksfest in Straubing

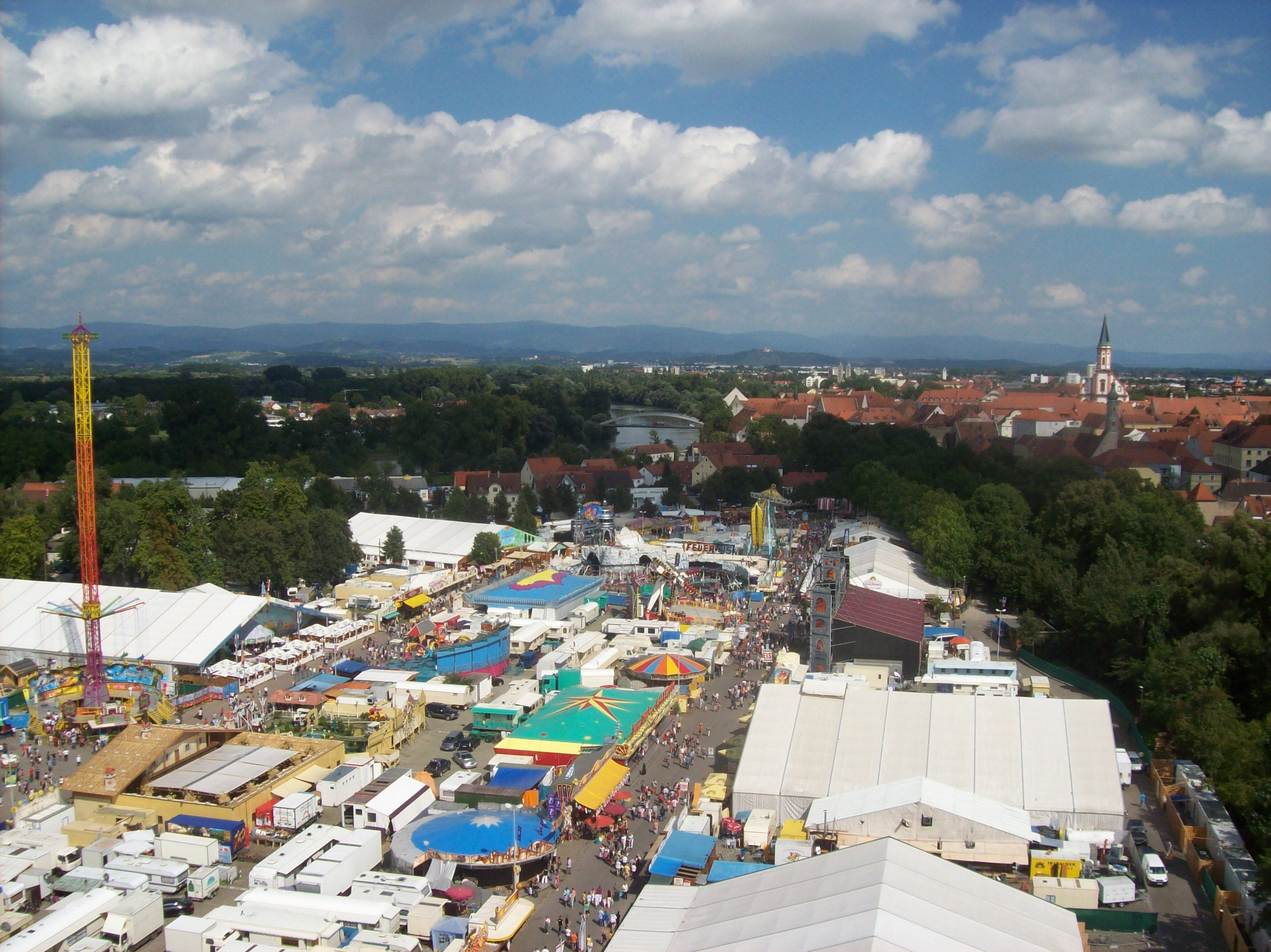
Gäubodenvolksfest mit Donau, Bogenberg und Bayerischem Wald.

| Festzelt               | Brauerei            |
| ---------------------- | ------------------- |
| Krönner                | Irlbacher Brauerei  |
| Lechner                | Irlbacher Brauerei  |
| Nothaft                | Karmeliten-Brauerei |
| Reisinger              | Arcobräu            |
| Wenisch                | Erl-Bräu            |
| Zum Bruder Straubinger | Röhrlbräu           |
| Greindl                | Karmeliten-Brauerei |

### Rosenheimer Herbstfest
Auf dem Rosenheimer Herbstfest befinden sich:
- Inntalhalle (Auerbräu)
- Festzelt der Flötzinger Brauerei
- Weinzelt „Zum Tatzlwurm“

## Bierzelt und Politik
Oftmals finden im süddeutschen Raum bei Zeltfesten auch politische Veranstaltungen in Bierzelten statt, wie beispielsweise beim Gillamoos. Das Bierzelt ist in der politischen Diskussion eine Metapher für ein populistisches Podium. Vermittels einer markigen, oftmals frei vorgetragenen „Bierzeltrede“ lasse sich das durch den Bierkonsum in seiner Kritikfähigkeit beeinträchtigte Publikum leichter für die in vereinfachender Weise vorgetragenen Thesen des Redners vereinnahmen. Daher ist der Vorwurf, eine Bierzeltrede zu halten, auch ein üblicher verbaler Konter auf einen Redner einer anderen politischen Partei. Andererseits biete das politische Bierzelt in der Schnittstellenfunktion zwischen politischer Gruppierung und Wahlvolk für Politiker eine bessere Gelegenheit, Stimmungen der Wähler abzuschätzen, als dies beispielsweise bei Parteitagen möglich sei.